# Biguanide
Biguanid-Derivate (Biguanide) sind chemische Abkömmlinge des Biguanids, die als Arzneistoffe insbesondere zur Behandlung von Diabetes mellitus entwickelt wurden. Als einzige Substanz in dieser Indikation übrig geblieben ist das Metformin, dessen Bedeutung als orales Antidiabetikum trotz der Entwicklung neuerer Wirkstoffe hoch ist und unter den medikamentösen Therapien zur First-Line-Therapie des Diabetes mellitus Typ 2 zählt. In einer anderen Indikation wird das Biguanid Proguanil vorwiegend in Kombinationstherapien zur Prophylaxe und Therapie der Malaria eingesetzt (siehe dort).
Biguanide sind strukturell mit dem Alkaloid Galegin verwandt, einem Inhaltsstoff der Geißraute (Galega officinalis). Diese Pflanze fand über hunderte Jahre in der Volksmedizin für verschiedene Leiden Verwendung, u. a. wirkt sie auch blutzuckersenkend.

## Vertreter
- Metformin (Handelsnamen: Glucophage, Siofor, Metformin-CT und andere)
- Phenformin (1978 aus dem Handel genommen)
- Buformin (1978 aus dem Handel genommen)
- Proguanil
- Polyhexanid

## Wirkung und Verwendung
Biguanide senken beim Diabetiker den Blutzuckerspiegel ohne Einfluss auf den Insulinhaushalt, können also keine Hypoglykämie verursachen. Sie wirken außerdem appetitzügelnd. Metformin wird beim Typ-2-Diabetes eingesetzt. Besonders bei übergewichtigen Patienten ist es eine Alternative zu den Sulfonylharnstoffen, da diese oft zu einer Gewichtszunahme führen. In Einzelfällen kann Metformin auch zur ergänzenden Therapie bei Diabetes mellitus Typ 1 eingesetzt werden, wenn es sich z. B. um einen übergewichtigen Typ-1-Diabetiker mit gewichtsbedingter Insulinresistenz handelt.
Beim Diabetes mellitus Typ 2 dient Metformin zur oralen First-Line-Therapie. Die möglichen Kontraindikationen schränken den Kreis der Patienten ein. So dürfen nur Patienten mit Metformin behandelt werden, deren Nieren- und Leberfunktionen nicht eingeschränkt sind. Auch schwere Herz-Kreislauf- oder schwere pulmonale Erkrankungen sprechen gegen den Einsatz von Metformin. Bei besonderen Belastungen des Körpers wie Infektionskrankheiten, Operationen und Schwangerschaft sollte Metformin pausiert werden. Nach Veröffentlichung einiger großer Studien wird es seit den späten 1990er-Jahren bei vielen Typ 2 Diabetikern als Mittel der ersten Wahl eingesetzt. Außerhalb der zugelassenen Anwendungsgebiete wird Metformin in der Frauenheilkunde beim Polyzystischen Ovar-Syndrom erfolgreich angewendet.
Proguanil hingegen wird in der Chemoprophylaxe und Therapie der Malaria eingesetzt. Manche Biguanide haben viruzide Eigenschaften, wie etwa das heterocyclische Moroxydin.

## Wirkungsmechanismus
Die Wirkung der Biguanide setzt sich offenbar aus dem Zusammenspiel mehrerer Mechanismen zusammen, die noch nicht zur Gänze geklärt sind. Im Gegensatz zu anderen oralen Antidiabetika setzt die blutzuckersenkende Wirkung erst nach mehreren Tagen ein. Bei gesunden Patienten hat die Gabe von Biguaniden einen geringeren Einfluss auf den Blutzuckerspiegel.
- Biguanide lagern sich aufgrund ihrer Lipophilie in die Membran der Darmepithelzellen ein und beeinträchtigen dort den aktiven Transport von Glukose und somit die Resorption aus dem Darm.
- Andererseits reichern sich Biguanide auch in Leberzellen an, wo sie die AMP-Kinase[7] aktivieren, den Substrattransport (Pyruvat) in die Mitochondrien hemmen und damit die Atmungskette unterbrechen. Folge ist eine verminderte Gluconeogenese und ATP-Synthese in den Leberzellen und somit eine verminderte Glukoseproduktion in der Leber. Außerdem wird die Verwertung von Laktat unterdrückt, was zu einer Anreicherung von Laktat im Körper führt und besonders bei Patienten mit eingeschränkter Nierenfunktion zu einer Laktatacidose führen kann, welche tödliche Folgen haben kann.
- Letztlich dürfte es auch durch Vermehrung der Insulinrezeptoren am Skelettmuskel zu einer Wirkungsverstärkung von Insulin und damit zu einem erhöhten Glukoseverbrauch kommen.

Die einzelnen Biguanide unterscheiden sich bezüglich der Wirkungsmechanismen, woraus Unterschiede in der Wirksamkeit und den unerwünschten Wirkungen abgeleitet werden können.

## Unerwünschte Wirkungen
Der komplexe Wirkmechanismus der Biguanide führt zu teilweise schweren Nebenwirkungen. Häufig kommt es zu gastrointestinalen Beschwerden wie Durchfall, Übelkeit, Erbrechen. Metformin kann durch Kumulation bei Niereninsuffizienz selten zur Laktatazidose führen. Mehrere Fälle von Laktatazidosen, die teilweise tödlich endeten, führten dazu, dass Arzneimittel, die Phenformin als Wirkstoff enthielten, 1977 in den USA aus dem Handel genommen wurden. In Deutschland folgte der Entzug der Zulassung für Phenformin und Buformin 1978, nachdem diese Arzneistoffe über 20 Jahre zur Standardtherapie bei Diabetes gehört hatten. Das deutlich weniger lipophile Metformin, welches weniger stark in die Atmungskette einzugreifen scheint, unterliegt bei Beachtung der Kontraindikationen einem geringen Laktatazidoserisiko.